# Raquel Butazzoni
Raquel Butazzoni (Viale, 12 de enero de 1935 - Rosario, 28 de junio de 2011) fue una activista por los derechos de la madre soltera, y política argentina. Y en general defensora de los derechos de la mujer.

## Primeros años
Nació en Viale (provincia de Entre Ríos), la mayor de doce hermanos, a los 7 años trabajaba junto a su padre en la chacra. A los 14 años en la escuela escuchó hablar del trabajo de Eva Perón por los más humildes y fue, a esa edad, la primera mujer que estuvo al frente de una Unidad Básica en esa ciudad. Pasó su adolescencia entregando juguetes y máquinas de coser, hasta que cruzó el río para instalarse con su marido en Fray Luis Beltrán (Santa Fe) primero, y Barrio Rucci después, madre de 8 hijos. Su militancia en la zona norte de Rosario le valió un lugar en el primer Concejo, cuando retornó la democracia, entre 1983 y 1988.

## Actividad profesional
Concejal, por el Partido Justicialista entre los años 1983 a 1987, presidenta de la Comisión de Salud.
En 1985, fue fundadora y directora del Hogar de Madres Primerizas Solteras, de calle Córdoba 3747, Rosario. 
Fue fundadora del comedor "de los sin techos" que funciona en calle Córdoba 3744 en el cual comen diariamente alrededor de 250 personas, las cuales se encuentran en situación de calle. En 1987, se aprobó el proyecto del Concejo, del Hogar de Tránsito, en la intendencia de Horacio Usandizaga y las primeras madres solteras se ubicaron en el domicilio de Butazzoni, que en ese entonces contaba con dos dormitorios, cocina y baño, pertenecientes al FF.CC. Luego se construyó otro dormitorio en 1988; y, un año más tarde se hizo lo propio con un patio cubierto, a la vez que se reformó un altillo para convertirlo en otro dormitorio. En 1992 se reformó el patio y se erigió una cocina comedor donde se asistía a 80 personas, agregándose luego un garaje. En 1993 se construyen dos baños y la guardería donde se cuidan a niños cuyas madres salen a trabajar. En el mismo año se comienza la construcción de una Escuela, Taller, los cuales se terminan en 1994. De día es "Escuela Carla Levatti" para preescolar, y de noche educación para adultos "Escuela López y Planes Nº 16, de Rosario", donde también asisten algunas personas que no son del Hogar, en búsqueda de alfabetización y educación. Entre 1998, y el 2000 se procede a la construcción de dormitorios y salas de estar y costura.

## Honores
- 12 de junio de 2011 fue reconocida por el Concejo Municipal de Rosario, como «Ciudadana Distinguida».[6]

- 29 de diciembre de 2013: Solidaridad sin fronteras en el estadio Marcelo Bielsa. Jugadores de nivel internacional y miles de simpatizantes del fútbol se dieron cita en la tercera edición del evento solidario Amigos de Maxi vs. Amigos de Pupi.[7][8]